# Placówka Straży Granicznej I linii „Dolina Chochołowska”
Placówka Straży Granicznej I linii „Dolina Chochołowska” – jednostka organizacyjna Straży Granicznej pełniąca służbę ochronną na granicy polsko-czechosłowackiej w okresie międzywojennym.

## Formowanie i zmiany organizacyjne
Rozporządzeniem Prezydenta Rzeczypospolitej Polskiej Ignacego Mościckiego z 22 marca 1928 roku, do ochrony północnej, zachodniej i południowej granicy państwa, a w szczególności do ich ochrony celnej, powoływano z dniem 2 kwietnia 1928 roku  Straż Graniczną.
Rozkazem nr 5 z 16 maja 1928 roku w sprawie organizacji Małopolskiego Inspektoratu Okręgowego dowódca Straży Granicznej gen. bryg. Stefan Pasławski określił strukturę organizacyjną komisariatu SG „Zakopane”.
Rozkazem nr 2 z 24 sierpnia 1933 roku w sprawach zmian etatowych, przydziałów oraz utworzenia placówek', komendant Straży Granicznej płk Jan Jur-Gorzechowski nakazał utworzyć placówkę I linii „Dolina Chochołowska”.
Rozkazem nr 2 z 24 sierpnia 1933 roku w sprawach zmian etatowych, przydziałów oraz utworzenia placówek', komendant Straży Granicznej płk Jan Jur-Gorzechowski nakazał wyłączyć placówkę I linii „Dolina Chochołowska” ze składu komisariatu „Zakopane” i włączyć w skład komisariatu „Czarny Dunajec”.
Rozkazem nr 1 z 27 marca 1936 roku  w sprawach [...] zmian w niektórych inspektoratach okręgowych, komendant Straży Granicznej płk Jan Jur-Gorzechowski zniósł placówkę Straży Granicznej I linii „Dolina Chochołowska”.

## Służba graniczna
Sąsiednie placówki:
- placówka Straży Granicznej I linii „Witów” ⇔ placówka Straży Granicznej I linii „Kościelisko”− 1935[6]